# 保力
保力，是台灣屏東縣車城鄉的一個傳統地域名稱，位於該鄉東南半部。相較於今日行政區，其範圍大致包括保力村，以及牡丹鄉的四林村西部不含其最南端。
本地區境內主要聚落為保力、山腳，設有車城國小保力分校。

## 歷史
台灣日治初期，保力地區為一街庄，稱為「保力庄」（舊制街庄），隸屬於興文里。該庄昔日北與車城庄、四重溪庄、蕃地為鄰，東及東南與九個厝庄為鄰，南邊為網紗庄、虎頭山庄，西南邊為新街庄。
1901年（日治明治三十四年）11月11日，全台廢縣廳改設二十廳，該庄隸屬於恆春廳。1904年（明治三十七年）5月1日，該庄編入「虎頭山區」，隸屬於恆春廳。1909年（明治四十二年）10月25日，全台合併二十廳為十二廳，虎頭山區改隸屬於阿緱廳。1920年（大正九年）10月1日，全台地方制度大改正，廢十二廳改設五州二廳，該庄改制為「保力」大字，隸屬於高雄州恆春郡車城庄（新制街庄）。
戰後車城庄改制為車城鄉，隸屬於高雄縣，大字亦改制為村。1950年（民國39年）10月1日，高、屏分治，車城鄉改隸屬於屏東縣。
相較於今日行政區，本地區的範圍大致包括保力村，以及牡丹鄉的四林村西部不含其最南端。

## 聚落
本地區發展較早的聚落為保力、山腳、厚𣒆仔（已消失）、竹社（已消失），在日治期初期的官方地圖上已有記載。

## 交通
省道台26線是楓港至達仁的幹道，路線呈U字形，目前並未全線通車，主要通車路段經過本地區西南部邊界地帶。由該道路北行可前往車城鄉車城市區、枋山鄉，並止於楓港地區的省道台9線路口；南行可前往恆春鎮、滿州鄉，並止於港口地區的縣道200甲線路口。
鄉道屏151線是海口至竹城仔的道路，經過本地區的山腳、保力等聚落。該道路在本地區有部分路段與鄉道156線共線。
鄉道屏156線是保力至長樂的道路，其西側端點（起點）位於本地區西南部邊界地帶的省道台26線路口，由此向東蜿蜒而行，會經過本地區的保力聚落。該道路在本地區有部分路段與鄉道151線共線。

## 學校
- 車城國小保力分校

## 林業
- 國立屏東科技大學保力林場